# Marmaroxylon claviflorum
Marmaroxylon claviflorum là một loài thực vật có hoa trong họ Đậu. Loài này được (Benth.) L.Rico mô tả khoa học đầu tiên.